# Dalslandsmedaljen
Dalslandsmedaljen är ett pris som delas ut varje år sedan 1960. Ursprungligen delades den ut av Dalslandsrådet. Numera består medaljkommittén av representanter för Dalslands Fornminnes- och hembygdsförbund, Dalslandskommunerna, Dalslands konstförening och Vänersborgs kommun. År 2010 ändrades statuterna till lydelsen: Medaljen utdelas årligen till personer/föreningar/organisationer som gjort landskapet "framstående tjänster".

## Mottagare av Dalslandsmedaljen
- 1960 Rektor Erland Borglund, överläkare Åke Nettelblad, riksdagsman Carl P. Olsson, bankdirektör Malcolm Paulsson, riksdagsman Axel Rubbestad, borgmästare William A:son Sävblom och fru Aurora Thorson
- 1961 Konstnär Alvar Lundin och disponent Sven Wennberg
- 1962 Skriftställare A.G. Bördh och adjunkt Anders Edestam
- 1963 Bruksinspektor Bror Alvring och fabrikör Gösta Nordström
- 1964 Landshövding Mats Lemne och direktör Kurt Armander
- 1965 Disponent John Fenger-Krog och skriftställare Ivan Löfgren
- 1966 Intendent Britta Rådström och landsantikvarie Sven Axel Hallbäck
- 1967 Landstingsordförande Helmer Larsson
- 1968 Fil.dr. Lars Madsén och redaktör Waldemar Skoglund
- 1969 Konstnär Ragnar Högman och direktör Carl Eric Werselius
- 1970 Konstnär Beda Aronsson Galle och Carl Herman Wärme
- 1971 Rallyförare Erik Berger och riksdagsman Arvid Enarsson (postumt)
- 1972 Agronom Einar Jansson och lektor Nils Gerhard Karvik
- 1973 Konstnär Ragnar Hult och musikdirektör Erik Vikbladh
- 1974 Bankkamrer Helena Thorsson
- 1975 Kanalförman Henry Karlsson och lantbrevbärare Gustav Gustavsson
- 1976 Hans Nordström och hembygdsforskare Tage Heimer
- 1977 (ingen utdelning)
- 1978 Landshövding Gunnar von Sydow, rektor Gunnar Olsson och skriftställare Ivan Johansson
- 1979 Slöjdlärare Sven Liljekvist och arkivarie Olof Ljung
- 1980 Hembygdsforskare Nils Eliasson
- 1981 Botanist Per-Arne Andersson
- 1982 Hembygdsforskare Olle Enbågen och riksdagsman Olle Eriksson
- 1983 F.d. landstingsråd Anton Larsson
- 1984 Halmkonstnär Irma Bryntesson
- 1985 Konstnär Georg Suttner
- 1986 Musikdirektör Gertrud Wallin
- 1987 Personalchef Ragnar Karlsson
- 1988 Drätselkamrer Per Otto Klevenmark
- 1989 Författare Hans Erik Engqvist
- 1990 Landshövding Göte Fridh
- 1991 Redaktör Gordon Skoglund
- 1992 Konstnär Lizzie Olsson Arle och f.d kanaldirektör Åke E. Gunnarsson
- 1993 Hembygdsforskare Åke Blomgren och skidåkare Jan Ottosson
- 1994 Poet Karl Karlsson och naturvårdare Ingvar Arvidsson
- 1995 Kommundirektör Sverker Hynell, antikhandlare Sten Torstensson och arbetsförmedlingschef Sven Olov Andreasson
- 1996 Rektor Gunilla Grundström och direktör Roy Andersson
- 1997 Konstnär Roy Johansson (senare Ferling) och direktör Berit Rödseth
- 1998 F.d. landshövding Bengt K.Å. Johansson och charkuterist Roy Andersson
- 1999 Konstnär Arne Isacsson och divisionschef Sven Bertil Nilsson
- 2000 Folkmusiker Einar Hansander och direktör Bengt Håkansson
- 2001 Karin och Christer Falkholt samt skidåkare Mathias Fredriksson
- 2002 VD Mats Strömblad och konstnär Björn Carlén [1]
- 2003 Hembygdsforskare Monica Åhlund samt Christer Nilsson och Nils Lönnsjö (Åmåls bluesfestival)
- 2004 Handlarna Eivor och Jimmy Blom samt historiker Per Hultqvist
- 2005 VD Lena Lundberg
- 2006 F.d. halmslöjdslärare Märta Kashammar [2]
- 2007 Antikvarie och konstnär Christian Aarsrud [3]
- 2008 Anita Alexandersson, grundare av Bokdagar i Dalsland [2]
- 2009 Författare Pia Hagmar [4]
- 2010 Konstnärskollektivet Not Quite
- 2011 VD Elvi Karlsson och f.d. kommunchef Stig Johansson
- 2012 Folkmusiker Alban Faust
- 2013 Författare Daniel Poohl och hembygdsforskare Gudrun Rydberg
- 2014 Dal–Västra Värmlands Järnväg
- 2015 Rallyförare Erik Berger, hembygdsforskare Torsten Fransson och glasmästare Sten Jakobsson
- 2016 Brålanda företagarförening
- 2017 Bruksägare Annie Rosenblad och Kjell Johansson (Dalslands aktiviteter)
- 2018 VD i Dalslands Kanal Benny Ruus
- 2019 Filmfestival på Dal och fotbollsledare Ingemar Carlsson
- 2020 Lanthandlare Ingela och Nils Andrée
- 2021 Dalslandsorkestern samt Jonas Månsson (Eds countryfest)
- 2022 Dalslandsguide Eva Jantzen
- 2023 Konstnär Elisabeth Wennberg och redaktör Thomas Wallin
- 2024 Författare Victor Estby [5]